# Nicolae Florescu
Nicolae Florescu (n. 12 octombrie 1942, București, România – d. 6 noiembrie 2013) a fost un istoric, critic literar, editor și publicist român.

## Biografie
S-a născut la București în familia profesorului Nicolae Florescu și al soției sale, Virginia (n. Găvănescu). A urmat studii elementare (1949–1956) și liceale (1956–1960) la Liceul „Gheorghe Șincai” din București, apoi a urmat studii universitare la Facultatea de Filologie a Universității „Al. I. Cuza” din Iași (1960–1965). După absolvirea facultății a lucrat ca redactor la redacția culturală a Radiodifuziunii Române (1966–1970), secretar de redacție și redactor-șef adjunct la revista Manuscriptum (1971–1980), redactor-șef la Revista de istorie și teorie literară (1983–1991), cercetător științific la Institutul de Istorie și Teorie Literară „G. Călinescu” din București (1983–2004). A reînființat în 8 ianuarie 1990 revista Jurnalul literar, conducând-o în calitate de redactor-șef.
A decedat la 6 noiembrie 2013.

## Activitatea publicistică
Nicolae Florescu a debutat publicistic încă din vremea studenției, în 1964, în revista Iașul literar, cu o recenzie a volumului Cărțile populare în literatura românească, ed. îngrijită de I. C. Chițimia și D. Simonescu. A colaborat cu articole de critică și istorie literară în revistele Astra, Cronica, Luceafărul, Manuscriptum, România literară, Revista de istorie și teorie literară, Tribuna etc.
A publicat mai multe volume de critică și istorie literară, remarcându-se îndeosebi prin trei volume de „evaluări critice ale literaturii
exilului” (Întoarcerea proscrișilor, 1998; Noi cei din pădure, 2000; Menirea pribegilor, 2003) prin care a realizat  recuperarea și valorificarea operelor literare ale autorilor români exilați în străinătate. De asemenea, a îngrijit ediții din operele lui Octav Șuluțiu, Anton Holban, Octavian Vuia, Mircea Eliade, Pamfil Șeicaru, Vintilă Horia, N. D. Cocea și Pavel Dan.
Studiile sale de critică literară sunt orientate către literatura română din secolul al XX-lea, mai ales către autorii de opere cu reflexe autobiografice.

## Opera
- Biografii posibile, I–III, în colaborare cu Ileana Corbea, București, 1973–1983;
- Profitabila condiție. Romanul aventurilor secrete, București, 1983;
- Itinerarii mirabile: proiecții ale imaginarului, București, 1991;
- Istoriografia literaturii române vechi, I, București, 1996;
- Evoluția metodelor de cercetare, București, 1996;
- Întoarcerea proscrișilor: reevaluări critice ale literaturii exilului, București, 1998;
- Noi, cei din pădure: reevaluări critice ale literaturii exilului, București, 2000;
- Divagațiuni cu Anton Holban, București, 2001;
- Nicolae Cartojan regăsind calea spre Padova, București, 2001;
- Resemnarea Cavalerilor: reevaluări critice și memorialistice ale literaturii exilului, în colaborare cu Ileana Corbea, 2002;
- Menirea pribegilor: reevaluări critice ale literaturii exilului, București, 2003;
- Convorbiri prin timp, în colaborare cu Ileana Corbea, 2003;
- Mihail Sadoveanu între realitate și mit, 2011.